# Andreas Motzkus
Andreas Motzkus (* 22. Juli 1967 in Düsseldorf) ist ein ehemaliger deutscher Footballspieler.

## Laufbahn
Er spielte ab 1982 in der Jugend der Düsseldorf Panther, ab 1985 dann in der Herrenmannschaft. Der auf mehreren Positionen (Quarterback, Defensive Back, Wide Receiver, Kicker, Punter) eingesetzte, 1,88 Meter messende Motzkus wurde mit den Rheinländern 1986, 1992, 1994 und 1995 deutscher Meister, wobei er 1994 als bester Akteur des Endspiels ausgezeichnet wurde. 1995 errang er mit den Panthern zudem den Sieg im Eurobowl. In den Jahren 1985, 1988 und 1996 zog er mit der Mannschaft ebenfalls ins Endspiel um die deutsche Meisterschaft ein, musste sich jedoch mit Silber begnügen. Motzkus spielte bis ins Jahr 2000 für Düsseldorf.
Zu seinen Auftritten mit den Panthern kamen Einsätze in der World League of American Football: Dort stand er 1991 und 1992 bei der Mannschaft Birmingham Fire unter Vertrag, 1995 und 1996 dann bei der in Düsseldorf ansässigen Nachfolgemannschaft Rhein Fire.
Mit der deutschen Nationalmannschaft gewann er 1987 und 2000 die Silbermedaille bei der Europameisterschaft. 1985, 1989, 1993 wurde er mit der Auswahlmannschaft EM-Dritter.